# El Salvador (Chili)
Pour les articles homonymes, voir Salvador (homonymie).
El Salvador est une ville minière située dans le nord du Chili et faisant partie de la commune de Diego de Almagro. Elle est rattachée à la province de Chañaral, région d'Atacama. Le site de la ville se trouve à une altitude de plus de 2 400 mètres dans les contreforts de la cordillère des Andes et au milieu du Désert d'Atacama. À son apogée  El Salvador  avait une population de 24 000 habitants. L'épuisement du gisement a conduit à une fermeture progressive de la mine et la population n'était plus que de 7 000 habitants en 2002.